# Marie Formanová
Marie Formanová (* 3. dubna 1930) byla česká a československá politička Československé strany lidové, poslankyně Sněmovny národů Federálního shromáždění za normalizace.

## Biografie
K roku 1976 se profesně uvádí jako dojička. Ve volbách roku 1976 zasedla do české části Sněmovny národů (volební obvod č. 10 - Benešov, Středočeský kraj). Mandát obhájila ve volbách roku 1981. Ve Federálním shromáždění setrvala do voleb roku 1986.